# Luci a San Siro (album)
Luci a San Siro è un album raccolta del cantautore italiano Roberto Vecchioni, pubblicato dall'etichetta discografica Philips nel 1980.

## Tracce
1. Luci a San Siro – 4:17
2. L'uomo che si gioca il cielo a dadi – 3:47
3. Archeologia – 4:26
4. Il fiume e il salice – 3:43
5. Lui se n'è andato – 4:43
6. Ninna nanna – 2:55
7. La farfalla giapponese – 5:09
8. Parabola – 3:33
9. Aiace – 3:47
10. Per tirare avanti – 3:54
11. Fratelli – 4:01
12. Io non devo andare in via Ferrante Aporti – 2:27
13. Il re non si diverte – 9:56
14. Povero ragazzo – 3:24
15. I pazzi sono fuori – 4:38